# U-17-Afrika-Cup 2015
Der U-17-Afrika-Cup 2015 (offiziell: 2015 African U-17 Championship) war die elfte Austragung der von der Confédération Africaine de Football veranstalteten Kontinentalmeisterschaft für U-17-Junioren. Sie fand vom 15. Februar bis 1. März 2015 in Niamey in Niger statt.
Afrikameister wurde die malische U-17-Auswahl durch einen 2:0-Sieg im Finale gegen Südafrika.
Im Spiel um Platz drei konnte sich Guinea gegen Nigeria durchsetzen.
Der Titelverteidiger Elfenbeinküste und der Gastgeber Niger schieden bereits in der Vorrunde aus.
Die vier Halbfinalisten des Turniers qualifizierten sich für die U-17-Fußball-Weltmeisterschaft 2015 in Chile.

## Austragungsorte
Als Austragungsorte dienten das 30.000 Zuschauer fassende General-Seyni-Kountché-Stadion sowie das Stade Municipal.

## Qualifikation
Die Qualifikation zur U-17-Afrikameisterschaft 2015 fand zwischen dem 13. Juni und 28. September 2014 statt. Gastgeber Niger war direkt qualifiziert, die sieben weiteren Teilnehmer wurden im K.-o.-System mit Hin- und Rückspiel ermittelt.

### Teilnehmer
- Elfenbeinküste
- Guinea
- Kamerun
- Mali
- Niger
- Nigeria
- Sambia
- Südafrika

Die ghanaische Mannschaft wurde am 26. Oktober 2014 disqualifiziert, da sie im Qualifikationsspiel gegen Kamerun einen nicht-spielberechtigten Spieler eingesetzt hatte. Die kamerunische Mannschaft rückte nach.

## Vorrunde
Die Vorrunde wurde in zwei Gruppen mit jeweils vier Mannschaften ausgetragen. Die zwei Gruppensieger und Zweitplatzierten qualifizierten sich für das Halbfinale und für die U-17-WM 2015. Alle Zeitangaben beziehen sich auf die Ortszeit (UTC+1).

### Gruppe A
| Pl. | Land    | Sp. | S | U | N | Tore    | Diff. | Punkte |
| --- | ------- | --- | - | - | - | ------- | ----- | ------ |
| 1.  | Nigeria | 3   | 2 | 1 | 0 | 006:200 | +4    | 07     |
| 2.  | Guinea  | 3   | 1 | 1 | 1 | 003:300 | ±0    | 04     |
| 3.  | Sambia  | 3   | 1 | 0 | 2 | 003:500 | −2    | 03     |
| 4.  | Niger   | 3   | 1 | 0 | 2 | 003:500 | −2    | 03     |

|                                                              |   |         |           |
| So., 15. Februar 2015 um 15:00 Uhr im Seyni-Kountché-Stadion |   |         |           |
| Niger                                                        | – | Nigeria | 0:2 (0:2) |
| So., 15. Februar 2015 um 18:00 Uhr im Seyni-Kountché-Stadion |   |         |           |
| Guinea                                                       | – | Sambia  | 1:0 (1:0) |
| Mi., 18. Februar 2015 um 16:00 Uhr im Seyni-Kountché-Stadion |   |         |           |
| Nigeria                                                      | – | Guinea  | 1:1 (0:1) |
| Mi., 18. Februar 2015 um 19:00 Uhr im Seyni-Kountché-Stadion |   |         |           |
| Sambia                                                       | – | Niger   | 2:1 (2:0) |
| Sa., 21. Februar 2015 um 18:30 Uhr im Seyni-Kountché-Stadion |   |         |           |
| Niger                                                        | – | Guinea  | 2:1 (2:1) |
| Sa., 21. Februar 2015 um 18:30 Uhr im Stade Municipal        |   |         |           |
| Nigeria                                                      | – | Sambia  | 3:1 (2:0) |

### Gruppe B
| Pl. | Land           | Sp. | S | U | N | Tore    | Diff. | Punkte |
| --- | -------------- | --- | - | - | - | ------- | ----- | ------ |
| 1.  | Mali           | 3   | 2 | 1 | 0 | 006:300 | +3    | 07     |
| 2.  | Südafrika      | 3   | 1 | 2 | 0 | 007:500 | +2    | 05     |
| 3.  | Elfenbeinküste | 3   | 1 | 1 | 1 | 004:400 | ±0    | 04     |
| 4.  | Kamerun        | 3   | 0 | 0 | 3 | 003:800 | −5    | 0      |

|                                                              |   |                |           |
| Mo., 16. Februar 2015 um 16:00 Uhr im Stade Municipal        |   |                |           |
| Elfenbeinküste                                               | – | Südafrika      | 2:2 (0:1) |
| Mo., 16. Februar 2015 um 19:00 Uhr im Stade Municipal        |   |                |           |
| Mali                                                         | – | Kamerun        | 3:1 (0:0) |
| Do., 19. Februar 2015 um 16:00 Uhr im Stade Municipal        |   |                |           |
| Südafrika                                                    | – | Mali           | 2:2 (0:1) |
| Do., 19. Februar 2015 um 19:00 Uhr im Stade Municipal        |   |                |           |
| Kamerun                                                      | – | Elfenbeinküste | 1:2 (1:0) |
| So., 22. Februar 2015 um 16:30 Uhr im Stade Municipal        |   |                |           |
| Elfenbeinküste                                               | – | Mali           | 0:1 (0:1) |
| So., 22. Februar 2015 um 16:30 Uhr im Seyni-Kountché-Stadion |   |                |           |
| Südafrika                                                    | – | Kamerun        | 3:1 (2:0) |

## Finalrunde
Alle Zeitangaben beziehen sich auf die Ortszeit (UTC+1).

### Spielplan
|  | Halbfinale       | Halbfinale |         |   | Finale | Finale |
|  |                  |            |         |   |        |        |
|  | Nigeria          | 0          |         |   |        |        |
|  | Südafrika        | 1          |         |   |        |        |
|  |                  |            |         |   |        |        |
|  |                  |            |         |   |        |        |
|  | Südafrika        | 0          |         |   |        |        |
|  |                  | Mali       | 2       |   |        |        |
|  |                  |            |         |   |        |        |
|  | Spiel um Platz 3 |            |         |   |        |        |
|  |                  |            | Nigeria | 1 |        |        |
|  | Mali             | 2          | Guinea  | 3 |        |        |
|  | Guinea           | 1          |         |   |        |        |

### Halbfinale
|                                                              |   |           |           |
| Mi., 25. Februar 2015 um 16:00 Uhr im Seyni-Kountché-Stadion |   |           |           |
| Nigeria                                                      | – | Südafrika | 0:1 (0:1) |
| Do., 26. Februar 2015 um 16:00 Uhr im Seyni-Kountché-Stadion |   |           |           |
| Mali                                                         | – | Guinea    | 2:1 (1:0) |

### Spiel um Platz 3
|                                                          |   |        |           |
| So., 1. März 2015 um 16:00 Uhr im Seyni-Kountché-Stadion |   |        |           |
| Nigeria                                                  | – | Guinea | 1:3 (1:2) |

### Finale
|                                                          |   |      |           |
| So., 1. März 2015 um 19:00 Uhr im Seyni-Kountché-Stadion |   |      |           |
| Südafrika                                                | – | Mali | 0:2 (0:0) |

## Schiedsrichter
Hauptschiedsrichter:
- Mustapha Ghorbal
- Hélder Martins de Carvalho
- Antoine Max Depadoux Effa Essouma
- Ali Mohamed Adelaid
- Lazard Tsiba Kamba
- Jean-Jacques Ndala
- Joaquin Esono Eyang
- Noureddine el-Jaafari
- Gomno Daouda
- Ferdinand Anietie Udoh
- Daouda Kebe
- Kokou Hougnimon Fagla
- Denis Batte

Schiedsrichterassistenten:
- Babadjide Bienvenu Dina
- Soulaimane Amaldine
- Ahmed Hossam
- Temesgin Samuel
- Marius Donatien Tan
- Abdoulaye Sylla
- Gilbert Cheruiyot
- Souru Phatsoane
- Arsenio Marengula
- Abdourahamane Diarra Soumana
- Ababacar Sene
- Serigne Cheikh Toure
- Hamza Hagi Abdi
- Mohammed Ibrahim
- Majed Rhouma
- Tapfumanei Mutengwa